# Olaf R. Spittel
Olaf R. Spittel (* 28. Januar 1953 in Gotha) ist ein deutscher Herausgeber, Schriftsteller, Übersetzer, Medienwissenschaftler und Verleger. Er leitet seit 2000 den Verlag 28 Eichen in Barnstorf. Neben eigenen Werken gab er in der DDR zahlreiche, die deutsche Science-Fiction mitbestimmende Anthologien heraus. Er arbeitet als Herausgeber im Bereich populärer Medien, vor allem zu den Themengebieten Science Fiction und Phantastik und publiziert darüber hinaus Anthologien und theoretische Arbeiten wie Essays, Aufsätze und Bibliographien.

## Leben

### Werdegang
Olaf Spittel arbeitete nach seinem Studium der Philosophie an der Humboldt-Universität zu Berlin und seiner Promotion zum Dr. phil. (Doktor der Philosophie), als Lektor für Philosophie und Ethik beim Deutschen Verlag der Wissenschaften (DVW) und betreute beim Verlag Das Neue Berlin von 1979 bis 1984 die Herausgabe von SF-Literatur, insbesondere des westlichen Auslands und des klassischen Erbes.
Seit 1984 ist Spittel freiberuflich als Literaturtheoretiker, Kritiker und Herausgeber tätig. Er schrieb Artikel und Rezensionen für diverse Zeitungen und Literaturzeitschriften, viele theoretische Arbeiten – so z. B. eine essayistisch-lexikalische Broschüre über die DDR-SF (gemeinsam mit Erik Simon) – und Nachworte; Spittel war Verfasser einer fortlaufenden Bibliographie der SF-Publikationen in der DDR (im Almanach „Lichtjahr“) und arbeitete an einer Geschichte des SF-Films. Er schrieb als Autor Erzählungen: kurze, pointierte Texte satirischer oder humoristischer Art, oft auch mit schwarzem Humor. Daneben entstanden Hörspiele aus den Bereichen Krimi und Phantastik.
In der Zeit bis 1990 verlegte er Werke von Schriftstellern wie: Lothar Weise, Karsten Kruschel, Peter Lorenz, Heinz Entner, Franz Fühmann, Paul Ehrhardt, Gottfried Meinhold, Wolfgang Kellner, Gerhard Branstner, Gert Prokop, Günther Krupkat, Erhard Agricola, Wolf Weitbrecht, Herbert Friedrich, Carlos Rasch, Karl-Heinz Tuschel, Erich Köhler, Curt Letsche und viele andere klassische Science-Fiction-Autoren.

### Verlag 28 Eichen
Nach der Wende ging Spittel nach Barnstorf und gründete im Jahr 2000 dort seinen eigenen Literaturverlag, den Verlag 28 Eichen. Unter dem Motto „Bücher für Mehrheiten, die wie Minderheiten behandelt werden“ entwickelte sich ein Programm, welches Sachbücher, Belletristik und feministische Literatur ebenso wie Jugendliteratur und Bilderbücher umfasst. 
Er verlegt zeitgenössische Werke von Autoren und Übersetzern wie Klauspeter Bungert, Nadine Erler, Sigrid Ertl, Fritz Becker (* 1947), Detlef Fischer (* 1960), Renegald Gruwe (* 1956), Lutz Hartmann (1950), Reinhard Hillich (* 1948), Anne Koch (* 1979), Sabine Koriath (* 1968), Ilona Limke-Bollweg (* 1970), Kurt Nikolaus (* 1954), Karin Schäfer (* 1975) und Peter Wayand (* 1972).
Der Verlag gibt einen großen Teil unbekannterer Werke von Arthur Conan Doyle auf Deutsch heraus.

### Privates
Spittel ist seit 1974 verheiratet und lebt im niedersächsischen Barnstorf.

## Auszeichnungen
1990 erhielt er gemeinsam mit Erik Simon den vom SF-Klub Andymon unter Beteiligung anderer organisierter SF-Fans der DDR vergebenen Preis Traumfabrikant in der Kategorie „Sonderpreis“ zusammen für die Herausgabe des Lexikons Die Science-Fiction der DDR.

## Veröffentlichungen (Auswahl)

### Als Autor
- Science Fiction in der DDR. Bibliographie, Verlag 28 Eichen, Barnstorf 2000, ISBN 3-8311-0691-6.
- Leben nach dem Computer. Satirische Science-Fiction-Kurzgeschichten, Verlag 28 Eichen, Barnstorf 2004, ISBN 3-9809387-0-0.
- Fall nach oben. Hörspiele, Verlag 28 Eichen, Barnstorf 2009, ISBN 978-3-940597-40-3.
- Inside. Humoristisch-medizinische Sach-Geschichten, Verlag 28 Eichen, Barnstorf 2009, ISBN 978-3-940597-37-3.
- Zauberhafte Rätsel. Historische Rätsel für Kinder und andere kluge Menschen mit Spaß an der Sprache nebst zwei kurzweiligen Aufsätzen über Geschichte und Wesen des Rätsels. Verlag 28 Eichen, Barnstorf 2009.[7] ISBN 978-3-940597-32-8.

### Als Übersetzer und Herausgeber
- Das Debüt von Bimbashi Yoyce, Der König der Füchse, Schatten an der Wand. In: Sir Arthur Conan Doyle: Die grüne Flagge (Ausgewählte Werke, Bd. 11), ISBN 978-3-940597-05-2.
- Die Kaviardose. In: Sir Arthur Conan Doyle: Geschichten am Kamin (Ausgewählte Werke, Bd. 8), ISBN 978-3-940597-00-7.
- Ein literarisches Mosaik, Ein Mann von Ehre, Mit fremden Federn, Die Tragödie am Blut-Stein. In: Sir Arthur Conan Doyle: Lord Barrymore (Ausgewählte Werke, Bd. 28),  ISBN 978-3-940597-31-1.

### Als Herausgeber
- Science-fiction. Personalia zu einem Genre in der DDR (mit Erik Simon) Verlag Das Neue Berlin, Berlin 1982.[8]
- mit Erik Simon: Die Science-fiction der DDR. Verlag Das Neue Berlin, Berlin 1988, ISBN 3-360-00185-0.
- Science-fiction. Essays. Mitteldeutscher Verlag, Halle/Leipzig 1987.[9] ISBN 3-354-00193-3 (mit Beiträgen u. a. von Herbert W. Franke, Karlheinz Steinmüller, Franz Rottensteiner, Gottfried Meinhold und Gerhard Branstner)
- Jack London: Phantastische Erzählungen (mit Nachwort), Verlag Neues Leben, 1988.[10] ISBN 3-355-00368-9.
- mit Erik Simon: Der Traumfabrikant Verlag Das Neue Berlin 1985, ISBN 3-360-00201-6.
- mit Erik Simon: Duell im 25-Jahrhundert. Verlag Das Neue Berlin 1987, ISBN 3-360-00083-8.
- mit Erik Simon: Fahrt durch die Unendlichkeit. Verlag Das Neue Berlin 1988, ISBN 3-360-00184-2.

- Geschichten vom Trödelmond. Eine Science-fiction-Anthologie, Verlag Das Neue Berlin, Berlin 1990, ISBN 3-360-00307-1 (Sammlung von Erzählungen, die in der Welt der Geschichte Der Trödelmond beim Toliman von Angela und Karlheinz Steinmüller spielen)
- Die Zeit-Insel. SF-Erzählungen aus einem Land, das es mal gab, Verlag Neues Leben, Berlin 1991, ISBN 3-355-01266-1.
- Zeit-Spiele. Ex oriente Science Fiction, Wilhelm Heyne Verlag, München 1992, ISBN 3-453-05823-2.